# Hjalmar Lundbohmsskolan

Hjalmar Lundbohmsskolan är en gymnasieskola belägen i centrala Kiruna. Skolan grundades år 1970 vid sammanslagningen av det gamla gymnasiet, till 1966 Kiruna högre allmänna läroverk, och den gamla yrkesskolan. Skolan är uppkallad efter geologen och LKAB-disponenten Hjalmar Lundbohm. 

## Allmänt
Mer än 1 000 elever studerar på Hjalmar Lundbohmsskolan och tillsammans med de drygt 120 anställda utgör skolan en av Kirunas största arbetsplatser. Det finns totalt fjorton program, varav elva är nationella, två är lokalt specialutformade (MM och TU) och ett är ett specialformat riksrekryterande program (MSP). 
Under höstterminen 2023 öppnades den nya skolbyggnaden och invigdes officiellt den 3 december samma år.  Den nya skolbyggnaden i Kirunas nya centrum ligger cirka 3 kilometer från dess ursprungliga plats. Det tidigare skolområdet avvecklades på grund av stadsomvandlingen och sprickbildningar, och skolan stängdes efter vårterminen 2023.

### Programförteckning
Källa:
- Barn- och fritidsprogrammet (BF)
- Bygg- och anläggningsprogrammet (BA)
- Ekonomiprogrammet (EK)
- El- och energiprogrammet (EE)
- Estetiska programmet (ES)
- Fordons- och transportprogrammet (FT)
- Hantverksprogrammet, endast med inriktning frisör (HVFRI)
- Hotell- och turismprogrammet (HT)
- Industritekniska programmet (IN)
- Introduktionsprogrammet (IM)
- Naturvetenskapsprogrammet (NA)
- Restaurang- och livsmedelsprogrammet (RL)
- Samhällsvetenskapsprogrammet (SA)
- Teknikprogrammet (TE)
- Vård- och omsorgsprogrammet (VO)